# Eriocaulon deightonii
Eriocaulon deightonii är en gräsväxtart som beskrevs av Robert Desmond Meikle. Eriocaulon deightonii ingår i släktet Eriocaulon och familjen Eriocaulaceae. Inga underarter finns listade i Catalogue of Life.